# Calyptomyrmex vedda
Calyptomyrmex vedda är en myrart som beskrevs av Baroni Urbani 1975. Calyptomyrmex vedda ingår i släktet Calyptomyrmex och familjen myror. Inga underarter finns listade.